# Li Hongxia
Li Hongxia, född den 10 september 1986 i Liaoning, Kina, är en kinesisk landhockeyspelare.
Hon tog OS-silver i damernas landhockeyturnering i samband med de olympiska landhockeytävlingarna 2008 i Peking.